# 1998年2月逝世人物列表
1998年逝世人物列表：1月 - 2月 - 3月 - 4月 - 5月 - 6月 - 7月 - 8月 - 9月 - 10月 - 11月 - 12月
1998年2月逝世人物列表，是用於匯總1998年2月期間逝世人物的列表。

## 依日期排序

### 1日
- 羅伯特·克賴頓·巴克，77歲，美國數學家。
- 傑克·科利斯，75歲，美國藝術總監。
- 瑪格·福爾斯蒂奇，82歲，德國玻璃化學家。[1]
- 熱拉爾·塞蒂，75歲，法國演員。[2]
- 希拉·沃森，88歲，加拿大小說家和文學評論家。[3]

### 2日
- 雷蒙德·卡特爾，92歲，英美心理學家。[4]
- Duilio Del Prete，59歲，義大利演員，配音員和創作歌手，死於癌症。[5]
- 格特魯德·沙夫·戈德哈伯，86歲，德裔美國核物理學家。[6]
- 斐迪南德·A·赫爾門斯，91歲，德裔美國政治學家和經濟學家。[7]
- 維爾喬·卡賈瓦，88歲，芬蘭詩人和作家。[8]
- 羅伯特·麥金太爾，84歲，蘇格蘭政治家。
- 巴爾德夫·辛格，93歲，印度神經學家。[9]
- 羅傑·L·史蒂文斯，87歲，美國戲劇製片人、藝術管理員和房地產主管。[10]
- Haroun Tazieff，83歲，法國火山學家和地質學家。[11]
- 曼努埃爾·德爾加多·維勒加斯，55歲，西班牙連環殺手，死於慢性阻塞性肺病。[12]
- 扎哈裡·讚多夫，86歲，保加利亞電影導演、編劇和電影攝影師。

### 3日
- 喬伊·阿奇博爾德，83歲，美國拳擊手。[13]
- 克拉克·戈夫，80歲，美國橄欖球運動員。[14]
- 伯特倫·海恩，85歲，斯裡蘭卡將軍和板球運動員。
- 大衛·凱伊，81歲，英國演員和藝人。[15]
- 加布里埃爾·勞布，69歲，捷克斯洛伐克記者和作家。
- 胖派特，27歲，美國說唱歌手，被謀殺。
- 卡拉·費耶·塔克，38歲，美國被定罪的殺人犯，被注射死刑。[16]

### 4日
- Eranuhi Aslamazyan，88歲，亞美尼亞和蘇聯圖形藝術家。
- 讓·布萊克威爾·哈特森，83歲，非裔美國圖書館員，作家和策展人。[17]
- 佐蘭·科薩諾維奇，42歲，塞爾維亞裔加拿大乒乓球運動員，心臟病發作而死。
- 阿魯納·喇嘛，52歲，尼泊爾歌手。[18]
- Menachem Shmuel David Raichik，79歲，美國東正教拉比。
- 蜜雪兒·魯，73歲，法國男中音。[19]
- 裡斯·斯蒂芬斯，75歲，威爾士橄欖球運動員。
- 第十代維拉韋德侯爵克里斯托瓦爾·馬丁內斯-博爾迪烏，75歲，西班牙貴族，獨裁者法蘭西斯科·佛朗哥的女婿。[20]

### 5日
- 威爾伯·科恩，86歲，美國網球運動員。
- 道格拉斯·甘利，73歲，澳大利亞作曲家。[21]
- 瑪格麗特·希利斯，76歲，美國指揮家。[22]
- 蒂姆·凱利，35歲，Slaughter樂隊的美國吉他手，死於車禍。[23]
- 金基英，78歲，韓國電影導演，死於國產事故。[24]
- 愛德華多·法蘭西斯科·皮羅尼奧，77歲，阿根廷羅馬天主教紅衣主教，死於骨癌。[25]
- 喬·斯塔布斯，美國R&B/靈魂歌手，心力衰竭而死。
- 高桥竹山，87歲，日本津輕加米森表演家和作曲家。[26]
- 漢斯·瓦拉赫，93歲，德裔美國實驗心理學家。[27]
- 尼克·韋伯，43歲，英國原聲吉他手和作曲家，死於胰腺癌。

### 6日
- 納齊姆·庫德西，91歲，敘利亞前總統兼總理。
- 法爾可，40歲，奧地利歌手和詞曲作者（“Rock Me Amadeus”），死於交通事故。[28]
- 托尼·勒維爾，84歲，美國飛行員和試飛員，死於癌症。
- 費倫茨·西多，74歲，捷克斯洛伐克乒乓球運動員。
- 田中利明，62歲，日本乒乓球運動員。
- 卡爾·威爾遜，51歲，美國音樂家、歌手和詞曲作者（海灘男孩），死於肺癌。[29]
- 克勞德·埃里尼亞克，60歲，法國科西嘉島省長，被謀殺。[30]

### 7日
- 岡瑟·鮑曼，77歲，德國足球運動員和經理。[31]
- 阿斯卡尼奧·科爾特斯，83歲，智利足球運動員。
- 鮑比·肯普，38歲，美式橄欖球運動員，自殺身亡。[32]
- 諾曼·J·利維，67歲，美國律師和政治家。[33]
- 勞倫斯·桑德斯，77歲，美國小說家和短篇小說作家。[34]

### 8日
- 伊莉莎白·鮑爾·莫克，美國教授、策展人、作家和記者。
- 圖爾西拉姆·夏爾馬·卡什亞普，58歲，印度作家和政治家。
- 哈尔多尔·拉克斯内斯，95歲，冰島作家，諾貝爾獎獲得者，死於阿爾茨海默病。[35]
- 伊諾克·鮑威爾，85歲，英國政治家，古典學者，作家和語言學家，死於帕金森病。[36]
- 羅伯遜，85歲，美國醫生。
- J. B. Salsberg，95歲，加拿大政治家。
- 朱利安·西蒙，65歲，美國經濟學家和作家，心臟病發作而死。[37]

### 9日
- 喬治·卡費戈，82歲，美式橄欖球運動員和教練。[38]
- Cyrille Delannoit，71歲，比利時中量級拳擊冠軍。
- 比爾·弗羅茨，67歲，美國棒球運動員。[39]
- 加布里埃爾·戈賓，94歲，比利時電影演員。
- 迪恩·格裡芬，82歲，美國橄欖球運動員，教練和高管。
- 阿爾夫·傑弗裡斯，76歲，英格蘭足球運動員。
- Panagiotis Katsouris，21歲，希臘足球運動員，死於交通事故。[40]
- 尼克·勒盧克，62歲，加拿大政治家。
- 威廉·羅納德，71歲，加拿大畫家。[41]
- 莫裡斯·舒曼，86歲，法國政治家、記者和作家。[42]

### 10日
- Ramchandran Jaikumar，53歲，印度裔美國科學家，心臟病發作而死。[43]
- 理查·科圖克，54歲，美國記者、製片人和電影製片人，心臟病發作而死。
- 亞歷克斯·克萊默，94歲，加拿大詞曲作者。[44]
- 彼得·隆巴頓，38歲，英國自行車運動員，死於交通事故。[45]
- 保羅·麥肯德里克，83歲，美國古典學家、作家和教師。
- 埃裡希·穆肯伯格，87歲，德國社會主義政治家。[46]
- 費利克斯·雷納，76歲，古巴小提琴家、編曲家和作曲家。

### 11日
- 喬伊·布巴，93歲，美國雕塑家和插畫家。[47]
- 派翠克·克拉克，42歲，美國廚師，澱粉樣變性。[48]
- Tanvir Dar，50歲，巴基斯坦曲棍球運動員和奧運選手。[49]
- 湯瑪斯·傑拉德·鄧恩，76歲，美國政治家。[50]
- 邁克·福尼爾斯，66歲，古巴裔美國棒球運動員。[51]
- 莉莉·哈蒙，美國視覺藝術家。[52]
- 喬納森·霍爾，93歲，美國演員。[53]
- 約瑟夫·伊塞爾斯，90歲，德國醫生，死於肺炎。
- Radhanath Rath，101歲，印度記者、活動家和政治家。

### 12日
- 加德納·阿克利，82歲，美國經濟學家和外交官。[54]
- 萊昂內爾·奧爾德裡奇，56歲，美國橄欖球運動員。[55]
- Lauri Kivekäs，94歲，芬蘭商人和政治家。
- 喬治·漢弗萊·米德爾頓，88歲，英國外交官。[56]
- 拉爾夫·賴興巴赫，47歲，德國鉛球運動員和奧運選手。[57]

### 13日
- 何塞·巴拉克爾，82歲，西班牙眼科醫生。[58]
- 湯瑪斯·查平，40歲，美國作曲家和音樂家，白血病。[59]
- 喬·克萊頓，58歲，美國奇幻和科幻小說作家，多發性骨髓瘤。[60]
- 約翰·考利，74歲，愛爾蘭演員。[61]
- 漢斯·迪爾加特，70歲，納米比亞政治家。
- 布赖恩·麦克马洪，88歲，愛爾蘭作家。
- 阿爾弗雷德·斯特魯，70歲，德國演員，肺炎。
- 拉迪斯拉夫·什蒂佩克，73歲，捷克斯洛伐克乒乓球運動員。

### 14日
- 巴德魯爾·海德爾·喬杜里，73歲，孟加拉國首席大法官。
- 格蘭維爾男爵埃德加·格蘭維爾，100歲，英國政治家。
- 湯瑪斯·麥金森，90歲，美國動畫師。
- Hansel Mieth，88歲，德裔美國攝影記者。[62]
- 鄧尼斯·保爾姆，88歲，法國非洲學家和人類學家。[63]
- 曼努埃爾·佩雷斯，54歲，哥倫比亞遊擊隊領導人，死於肝炎。[64]

### 15日
- 撒母耳·柯倫爵士，85歲，英國物理學家和大學行政人員。[65]
- 瑪莎·蓋爾霍恩，89歲，美國小說家、旅行作家和記者，自殺身亡。[66]
- B·卡爾文·瓊斯，59歲，美國考古學家。[67]
- 路易·斯皮科利，27歲，美國職業摔跤手，吸毒過量而死。
- 喬治·懷特，86歲，美國電影剪輯師。

### 16日
- 瑪麗－路易絲·弗蘭絲，瑞士心理學家
- 瑪麗·阿姆杜爾，76歲，美國毒理學家，心臟病發作而死。
- 鮑裡斯·布魯明，90歲，加拿大裔美國國際象棋大師。
- 哈裡·欣斯利，79歲，英國歷史學家和密碼分析師。[68]
- 費爾南多·阿布里爾·馬托雷爾，61歲，西班牙前副首相，死於肺癌。[69]
- 許遠東，70歲，臺灣政治人物、央行行長，死於飛機失事。

### 17日
- 阿諾德·阿倫森，86歲，美國民權領袖。[70]
- Nicolas Bouvier，68歲，瑞士作家、藝術家和攝影師。[71]
- 莫裡斯·布卡耶，77歲，法國醫生和作家。[72]
- Hilaire Couvreur，73歲，比利時自行車運動員。[73]
- 恩斯特·榮格，102歲，德國第一次世界大戰英雄、作家和昆蟲學家。[74]
- 恩斯特·凱瑟曼，91歲，德國路德宗神學家，伊莉莎白·凱斯曼在1977年5月24日左右被謀殺。[75]
- 鮑勃·梅里爾，美國詞曲作者、戲劇作曲家和編劇，自殺身亡。[76]
- 希拉·雷諾，91歲，英國女演員。
- 露絲·羅伯遜，92歲，美國攝影記者。
- 瑪麗-路易絲·馮·弗朗茨，83歲，瑞士榮格心理學家和學者。[77]
- 阿爾伯特·瓦斯，90歲，匈牙利貴族、小說家和詩人，自殺身亡。[78]

### 18日
- Lidia Bongiovanni，83歲，義大利多才多藝運動員。
- 詹姆斯·博伊德，91歲，美國物理學家和數學家。
- 哈裡·卡雷，83歲，美國電視和廣播電臺播音員，心臟病發作而死。[79]
- 大衛·克勞奇，78歲，英國政治家。
- 安東尼奧·埃斯庫里埃特，88歲，西班牙公路自行車運動員。[80]
- 羅比·詹姆斯，40歲，威爾士足球運動員，心臟病發作而死。[81]
- 斯科特·奧哈拉，36歲，美國色情表演者、作家、詩人和出版商，死於愛滋病。[82]
- 梅西亞斯·蒂穆拉，50歲，葡萄牙足球運動員。[83]
- Mya Than Tint，68歲，緬甸作家，腦出血而死。[84]
- 理查·克勞福德·懷特，74歲，美國政治家，心臟病發作而死。

### 19日
- 沃爾夫岡·漢德勒，77歲，德國數學家和計算機科學家先驅。
- 鐘斯爺爺，84歲，美國「舊時代」鄉村和福音音樂歌手，死於中風。[85]
- 喬治·馬累，87歲，英格蘭足球運動員。[86]
- 查理·馬丁，84歲，威爾士賽車手。
- 曼瑟尔·奥尔森，66歲，美國經濟學家和社會科學家。[87]
- Leo Righetti，72歲，美國棒球運動員。[88]
- 湯瑪斯·萊利，85歲，美國海軍陸戰隊準將，心臟驟停而死。
- 塔利什，巴基斯坦演員。

### 20日
- 弗朗西斯·庫爾森，78歲，英國廚師和酒店經營者。[89]
- 約翰·富爾頓，65歲，美國鬥牛士，心臟病發作而死。[90]
- 亨利·利文斯，68歲，英國劇作家和編劇。[91]
- 大衛·麥克盧爾，72歲，蘇格蘭藝術家和講師。[92]
- Ivor Mairants，90歲，波蘭爵士樂和古典吉他手，教師和作曲家。
- 鮑勃·麥克布萊德，51歲，加拿大搖滾創作歌手，心力衰竭而死。[93]
- 維爾吉利奧·托馬西，92歲，義大利跳遠運動員和奧運選手。[94]

### 21日
- 阿奇·艾克曼，72歲，蘇格蘭足球運動員。[95]
- Ramón Bravo，72歲，墨西哥潛水夫，攝影師和水下電影製片人，心臟病發作而死。[96]
- 桑托斯·科隆，75歲，波多黎各波萊羅和曼波歌手。
- 埃利斯·克萊德爾，95歲，美國兒童作家和插畫家。[97]
- James M. Edie，70歲，美國哲學家，死於癌症。
- 喬治·范特，81歲，瑞典演員、導演和劇院經理，死於肺炎。[98]
- Karl Geyer，98歲，奧地利足球運動員和教練。[99]
- 宮島義勇，89歲，日本電影攝影師。
- 約翰·尼科雷拉，52歲，美國電影、電視導演和製片人。[100]
- Baboo Nimal，89歲，印度曲棍球運動員和奧運選手。[101]
- Om Prakash，78歲，印度演員。
- 威廉·惠勒，87歲，英國羅馬天主教主教和主教。[102]

### 22日
- 卡洛·迪奧尼索蒂，89歲，義大利文學評論家、語言學家和散文家。[103]
- 阿爾弗雷德·黑爾斯，88歲，加拿大商人和政治家。
- 桑迪·休謨，28歲，美國記者，自殺。[104]
- 莫特裡科伯爵何塞·瑪麗亞·德·阿雷爾扎，88歲，西班牙前外交部長。[105]
- 艾美·盧·帕卡德，83歲，加州藝術家。[106]
- 羅素·裡德，95歲，美國陸軍軍官和作家。[107]
- 亞伯拉罕·A·里比科夫，87歲，美國民主黨政治家。[108]
- Athol Rowan，77歲，南非國際板球運動員。
- 唐納德·S·羅素，92歲，美國法官和政治家。[109]
- 沃倫·B·伍德森，94歲，美式橄欖球、籃球和棒球教練，死於結腸癌。[110]
- 韩有文，85歲，中國國民革命軍上將。

### 23日
- 菲力浦·阿博特，73歲，美國演員，死於癌症。[111]
- 瑪麗·亞當斯，72歲，美國福音和R&B歌手。
- 奧古斯塔·布拉克斯頓·貝克，86歲，非裔美國圖書管理員和講故事的人。[112]
- 基思·克裡斯托弗，40歲，美國演員、歌手/詞曲作者和愛滋病活動家。
- 查克·海沃德，78歲，美國電影特技演員和演員，死於霍奇金病。
- 拉曼·蘭巴，38歲，印度板球運動員，死於板球事故。
- 肖恩·A·摩爾，33歲，美國奇幻和科幻作家，死於車禍。[113]
- 波蒂·普拉薩德，69歲，印度演員。
- Ray Stoviak，82歲，美國棒球運動員。[114]
- 比利·沙利文，82歲，美國商人，死於前列腺癌。

### 24日
- 傑弗里·布希，77歲，英國作曲家和音樂學者，死於前列腺癌。[115]
- 丹尼爾·J·克勞利，76歲，美國藝術史學家和文化人類學家，死於充血性心力衰竭。[116]
- 倫納德·丹尼爾斯，88歲，英國藝術家和教師。
- 埃莉諾·菲爾德，96歲，美國電影女演員。
- 克拉拉·弗雷澤，74歲，美國馬克思主義者，女權主義者和活動家，死於肺氣腫。[117]
- 恩斯特·古特斯坦，73歲，奧地利歌劇男中音。[118]
- 哈羅德·基思，95歲，美國作家。[119]
- 特裡·蘭福德，31歲，美國被定罪的殺人犯，被注射死刑。[120]
- 米利森特·派翠克，82歲，美國女演員，化妝師和動畫師。
- 拉麗塔·帕瓦爾，81歲，印度女演員。[121]
- 安東尼奧·普羅希亞斯，77歲，古巴漫畫家（間諜與間諜），死於肺癌。[122]
- 亞伯拉罕·施奈爾，69歲，以色列籃球運動員。[123]
- Henny Youngman，91歲，英裔美國喜劇演員。[124]

### 25日
- Frans Bonduel，90歲，比利時公路自行車賽車手。[125]
- 弗朗西斯卡·布拉格奧蒂，95歲，義大利舞蹈家和女演員。
- 喬·加拉格爾，83歲，美國棒球運動員。[126]
- 哈蘭·哈徹，99歲，美國小說家和大學校長。[127]
- 萬達·雅庫博斯卡，90歲，波蘭電影導演。[128]
- 翁貝托·馬斯楚安尼，87歲，義大利抽象雕塑家。[129]
- W. O. Mitchell，83歲，加拿大作家和廣播員，前列腺癌。[130]
- 普魯登，81歲，西班牙足球運動員。
- B. A. Santamaria，82歲，澳大利亞反共政治活動家和記者，腦癌。[131]
- Rockin' Sidney，59歲，美國R&B，zydeco和靈魂音樂家，喉癌。
- 維科·托里亞尼，77歲，瑞士演員和施拉格歌手，癌症。[132]
- 路易吉·維羅內西，89歲，義大利攝影師、畫家和電影導演。[133]

### 26日
- 詹姆斯·阿爾加，85歲，美國電影導演、編劇和製片人。[134]
- Jaap ter Haar，75歲，荷蘭兒童作家。[135]
- 吉米·哈根，80歲，英格蘭足球運動員和經理。
- 奧托·哈克塞爾，88歲，德國核物理學家。[136]
- 羅伯特·鐘斯，67歲，美國律師、政治家和民權訴訟律師。
- 約瑟夫·諾滕貝爾特，87歲，荷蘭網球運動員。
- 雪麗·阿德爾·梅森，75歲，美國精神病患者和乳腺癌藝術老師。[137]
- 斯捷潘·諾伊斯特羅耶夫，75歲，蘇聯軍官和二戰英雄。
- 西奧多·舒爾茨，95歲，美國經濟學家，諾貝爾獎獲得者。[138]

### 27日
- 拉里·弗兰德，62歲，美國籃球運動員，死於前列腺癌。[139]
- 約翰·哈曼，65歲，澳大利亞政治家。
- 喬治·H·希欽斯，92歲，美國科學家，諾貝爾獎獲得者。[140]
- 馬丁·霍利斯，59歲，英國哲學家。[141]
- Elsy Jacobs，64歲，盧森堡公路自行車賽車手。[142]
- 傑拉爾德·大衛·拉塞爾斯，73歲，英國貴族。[143]
- 傑克·蜜雪兒林，68歲，美國畫家和詩人。[144]
- 亨利·穆尼亞拉齊，66/67歲，辛巴威雕塑家。[145]
- 愛麗絲·里瓦茲，96歲，瑞士作家和女權主義者。[146]
- J. T. Walsh，54歲，美國演員，心臟病發作。[147]

### 28日
- 伊萬·阿爾希波夫，90歲，蘇聯和俄羅斯政治家。
- 托德·鄧肯，95歲，美國歌劇歌手和演員，死於心臟病。[148]
- 希爾德加德·霍華德，96歲，美國古生物學家。[149]
- 丹尼爾·卡茨，94歲，美國心理學家。[150]
- 瑪麗·凱特涅羅娃，86歲，捷克乒乓球運動員。
- 德莫特·摩根，45歲，愛爾蘭喜劇演員和演員，心臟病發作而死。
- 安東尼奧·誇拉西諾，74歲，阿根廷羅馬天主教紅衣主教和大主教，心臟病發作而死。
- 阿爾卡季·舍甫琴科，67歲，俄羅斯/蘇聯外交官和叛逃者，死於肝硬化。[151]
- Injac Zamputi，88歲，阿爾巴尼亞學者、作家和歷史學家。[152]